# Liste der Monuments historiques in Soudron
Die Liste der Monuments historiques in Soudron führt die Monuments historiques in der französischen Gemeinde Soudron auf.

## Liste der Immobilien
| Bezeichnung                 | Beschreibung            | Standort               | Kennzeichnung | Schutzstatus | Datum | Bild           |
| --------------------------- | ----------------------- | ---------------------- | ------------- | ------------ | ----- | -------------- |
| Kirche St-Pierre-et-St-Paul | aus dem 12. Jahrhundert | Rue de l'Eglise (Lage) | PA00078866    | Classé       | 1911  | weitere Bilder |

## Liste der Objekte
| Bezeichnung                   | Beschreibung                                                                 | Standort                                  | Kennzeichnung | Schutzstatus | Datum | Bild |
| ----------------------------- | ---------------------------------------------------------------------------- | ----------------------------------------- | ------------- | ------------ | ----- | ---- |
| Abschrankung der Taufkapelle  | Holz, bemalt, 16. Jahrhundert                                                | in der Kirche St-Pierre-et-St-Paul (Lage) | PM51003037    | Inscrit      | 1980  |      |
| Skulptur einer Heiligen       | Holz, 18. Jahrhundert                                                        | in der Kirche St-Pierre-et-St-Paul (Lage) | PM51001082    | Classé       | 1977  |      |
| Triumphbogen und -kreuz       | Holz, farbig gefasst, Anfang des 16. Jahrhunderts                            | in der Kirche St-Pierre-et-St-Paul (Lage) | PM51001079    | Classé       | 1907  |      |
| Taufbecken                    | Stein, 13. oder 15. Jahrhundert                                              | in der Kirche St-Pierre-et-St-Paul (Lage) | PM51003035    | Inscrit      | 1980  |      |
| Skulptur Petrus               | Stein, 17. Jahrhundert                                                       | in der Kirche St-Pierre-et-St-Paul (Lage) | PM51002454    | Inscrit      | 1976  |      |
| Passionsretabel               | Stein, farbig gefasst, 16. Jahrhundert                                       | in der Kirche St-Pierre-et-St-Paul (Lage) | PM51001080    | Classé       | 1907  |      |
| Konsoltisch                   | Holz, Marmor, 18. Jahrhundert                                                | in der Kirche St-Pierre-et-St-Paul (Lage) | PM51001084    | Classé       | 1966  |      |
| Skulptur Heilige Barbara      | Holz, 17. Jahrhundert                                                        | in der Kirche St-Pierre-et-St-Paul (Lage) | PM51001087    | Classé       | 1966  |      |
| Marienaltar                   | Retabel und Skulptur Madonna mit Kind; Holz, farbig gefasst, 18. Jahrhundert | in der Kirche St-Pierre-et-St-Paul (Lage) | PM51003036    | Inscrit      | 1980  |      |
| Skulptur Christus in der Rast | Holz, 16. Jahrhundert                                                        | in der Kirche St-Pierre-et-St-Paul (Lage) | PM51001081    | Classé       | 1977  |      |
| Skulptur Paulus               | Stein, 17. Jahrhundert                                                       | in der Kirche St-Pierre-et-St-Paul (Lage) | PM51001083    | Classé       | 1980  |      |
| Skulptur Christkind (?)       | Holz, farbig gefasst, 17. Jahrhundert                                        | in der Kirche St-Pierre-et-St-Paul (Lage) | PM51001085    | Classé       | 1966  |      |
| Skulptur Heiliger Nikolaus    | Holz, 18. Jahrhundert; 1992 gestohlen                                        | in der Kirche St-Pierre-et-St-Paul (Lage) | PM51001086    | Classé       | 1966  |      |